# رقص رقص (ترانه هندی)
«رقص رقص» (تلگویی: నాటు నాటు) یک ترانه هندی به زبان تلوگو و از آثار ام. ام. کیراوانی است که برای فیلم آرآرآر ساخته شد و در ۱۰ نوامبر ۲۰۲۱ منتشر شد. صحنه‌های مربوط به این ترانه در فیلم، در اوت ۲۰۲۱ در کاخ مارینسکی اوکراین و تنها چند ماه پیش از حمله ۲۰۲۲ روسیه به اوکراین ضبط شده بود. موزیک ویدئوی این ترانه نیز در ۱۱ آوریل ۲۰۲۲ منتشر شد.
این ترانه در هشتادمین مراسم گلدن گلوب برندهٔ جایزه گلدن گلوب بهترین ترانه غیراقتباسی شد.